# William F. Buckley, Jr.

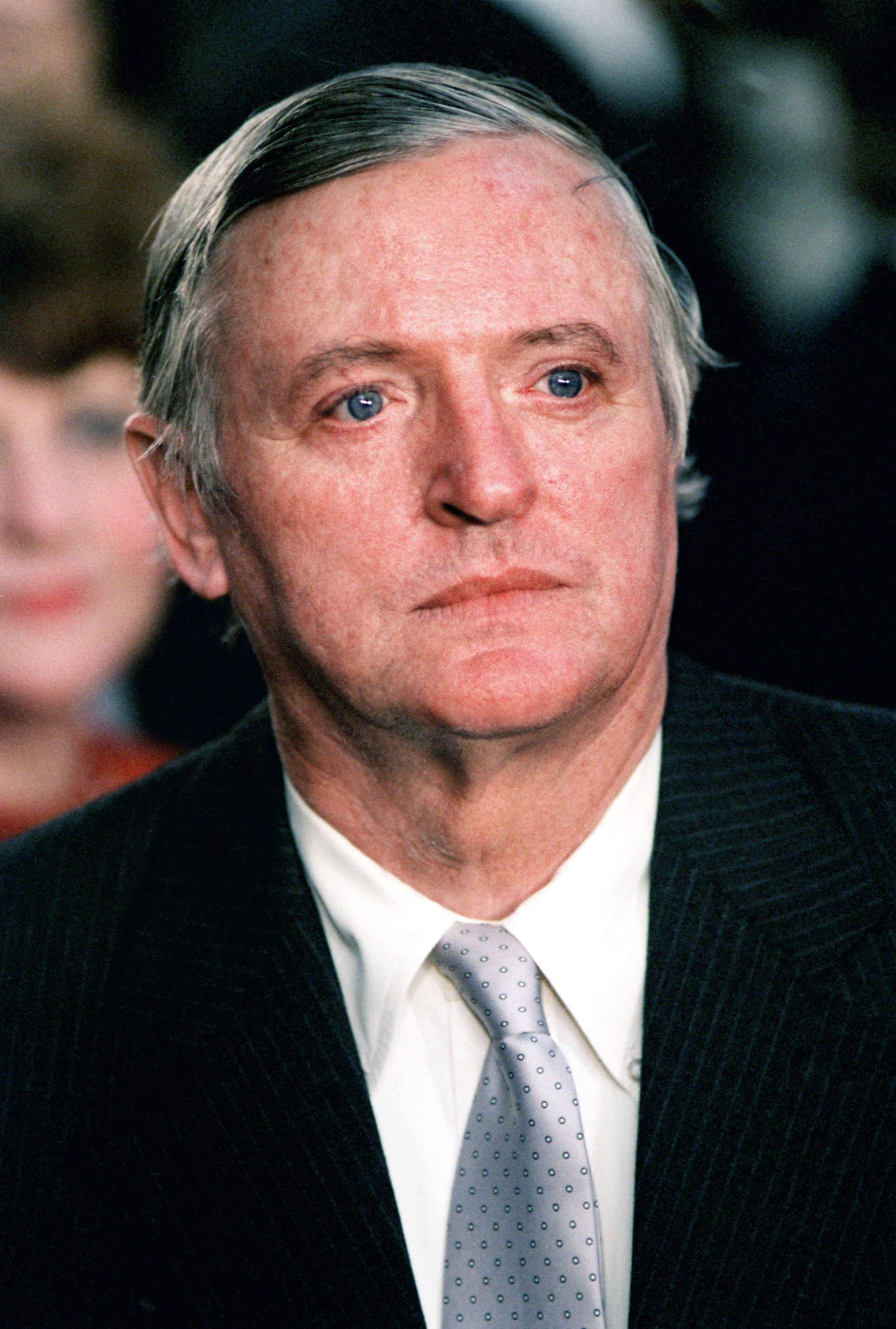
William F. Buckley, Jr. (1985)

William Frank Buckley Jr. (* 24. November 1925 in New York City; † 27. Februar 2008 in Stamford, Connecticut) war ein konservativer amerikanischer Autor, Journalist und Kommentator.

## Leben
William F. Buckley jr. wurde am 24. November 1925 in Manhattan als sechstes von zehn Kindern (darunter der spätere Jurist und Politiker James L. Buckley) von Aloise Steiner Buckley und William Frank Buckley geboren. William jr. wuchs in einem wohlhabenden, von Konservatismus und Katholizismus geprägten Elternhaus auf. Sein Vater hatte sein Vermögen durch Ölgeschäfte in Mexiko und Venezuela gemacht. Buckley jr. erhielt seine Erziehung zunächst von Privatlehrern auf Great Elm, dem Landsitz der Familie in Sharon, Connecticut. Im Alter von 14 Jahren wechselte er auf die Millbrook School im Bundesstaat New York. Nach seinem Abschluss in Millbrook studierte er für ein halbes Jahr Spanisch an der Universität von Mexiko und diente anschließend ab 1944 in der U.S. Army, die er 1946 im Range eines Second Lieutenant verließ.
Es folgte ein Studium der Politikwissenschaft, Volkswirtschaftslehre und Geschichte in Yale. Er wurde zum Vorsitzenden der Yale Daily News gewählt und war Mitglied der prestigeträchtigen Studentenverbindung Skull and Bones.

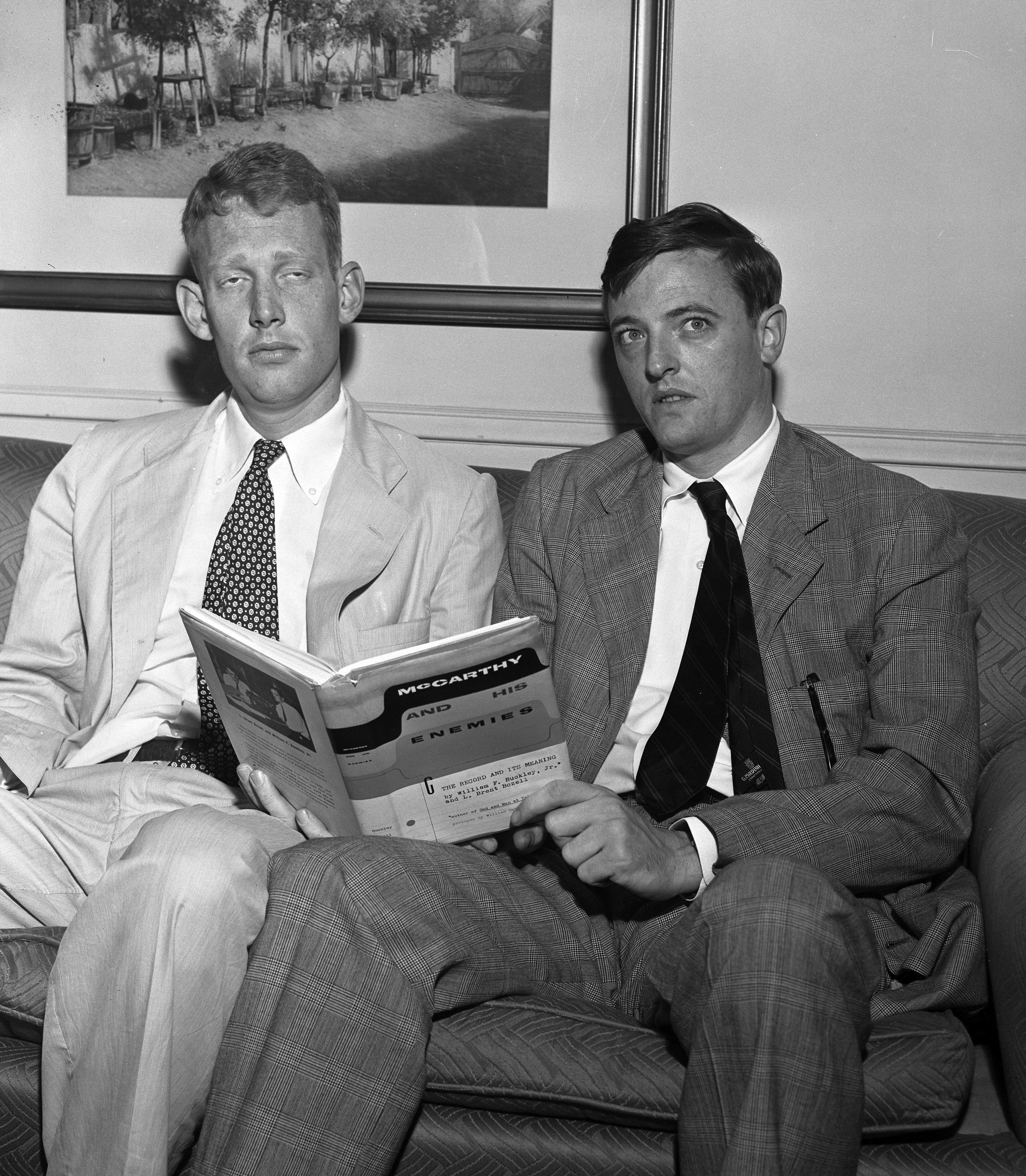
Buckley, Jr. (rechts) und L. Brent Bozell mit ihrem Buch McCarthy and His Enemies (1954)

Nach seinem Studium arbeitete Buckley ein Jahr lang für die CIA in Mexiko, wo sein Vorgesetzter E. Howard Hunt war, der später in die Watergate-Affäre involviert war. 1951 veröffentlichte Buckley sein erstes Buch, God and Man at Yale: The Superstitions of ‘Academic Freedom‘. Darin kritisierte er die Universität Yale, von der er im Jahr zuvor cum laude spondiert wurde. Er warf ihr vor, von ihrer ursprünglichen Aufgabe als christliche Hochschule abgekommen zu sein. Yale betreibe anti-religiöse, anti-kapitalistische und kollektivistische Indoktrination. Das Buch brachte ihm nationale Aufmerksamkeit, nicht zuletzt, weil er seinem Verlag, Regnery Publishing, 10.000 Dollar für eine Werbekampagne gegeben hatte.
Nach seinem Ausscheiden aus der CIA arbeitete Buckley zunächst für kurze Zeit für die Zeitschrift American Mercury und anschließend als freier Schriftsteller und Lehrbeauftragter. Zusammen mit seinem Schwager L. Brent Bozell veröffentlichte er 1954 sein zweites Buch, McCarthy and His Enemies, in dem er Joseph McCarthys antikommunistische Kampagne vehement verteidigte.
1955 gründete Buckley die einflussreiche konservative politische Zeitschrift National Review, nachdem er von seinem Vater 100.000 Dollar und weitere 290.000 Dollar von anderen Geldgebern erhalten hatte. Seine öffentliche Präsenz wurde verstärkt durch seine preisgekrönte Fernseh-Talkshow Firing Line, die von 1966 bis 1999 lief und die am längsten laufende Talkshow im amerikanischen Fernsehen war.

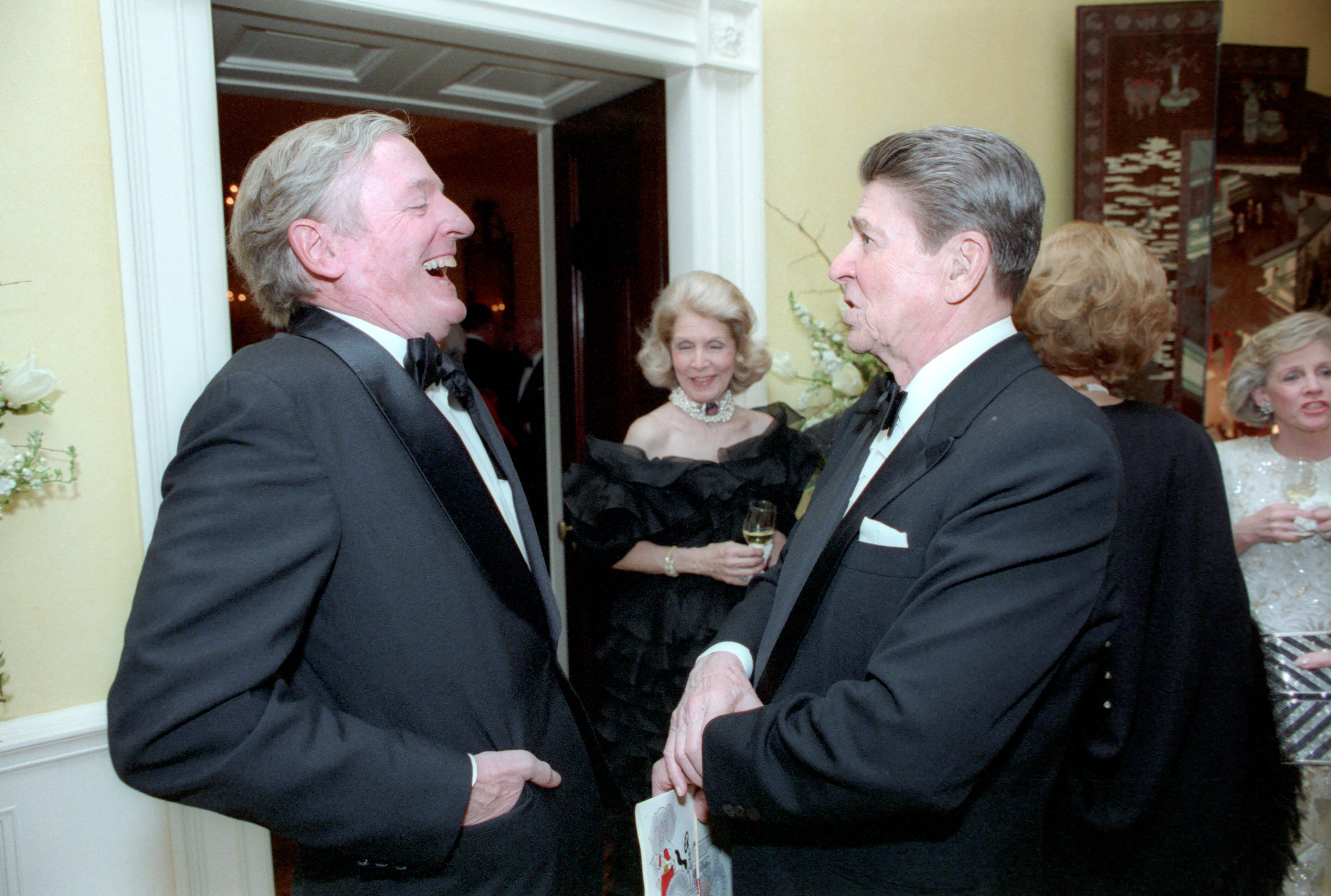
William F. Buckley, Jr. mit Präsident Ronald Reagan, 1986

Obwohl ein zutiefst politischer Mensch, hatte er kaum politische Ämter inne. 1965 kandidierte er für das Amt des New Yorker Bürgermeisters. Er ging mit 13,4 Prozent als Dritter aus dem Rennen, das John Lindsay gewann. Er scherzte, als er während des Wahlkampfes gefragt würde, was er anlässlich eines Wahlsieges tun würde: „Demand a recount“ („eine Kontrolle der Wahlergebnisse fordern“). Zwischen 1969 und 1972 wurde er von Präsident Nixon in die National Advisory Commission on Information berufen, 1973 war er Mitglied der U.S. Delegation bei den Vereinten Nationen.
Buckley war mit Patricia Aldyen Austin, geborene Taylor, verheiratet, die am 15. April 2007 starb. Sein Sohn Christopher ist ebenfalls Schriftsteller. Buckley starb an Diabetes und einem Lungenemphysem. Seinen Nachlass hat er der Universität Yale vermacht.
Insgesamt schrieb Buckley mehr als 50 Bücher, darunter waren auch autobiographische Schriften über seine Segelleidenschaft und ebenso eine Reihe von Spionage-Romanen.

## Bedeutung

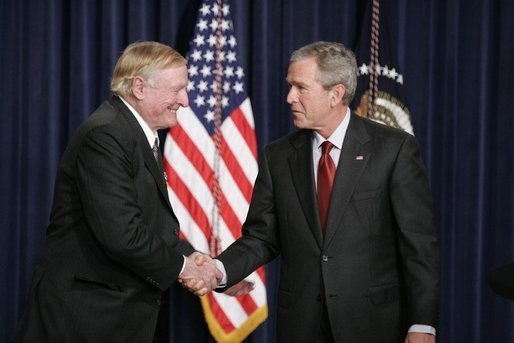
William F. Buckley, Jr. mit Präsident George W. Bush, 2005

Buckley beschrieb sich selbst als libertär. In Druck- und Bildmedien war er für sein distinguiertes Auftreten bekannt. Er kam aus reichem Hause, wurde in Paris, London und von Privatlehrern erzogen und pflegte die Kultur eines Gentleman.
Buckleys längerfristige Bedeutung liegt in der Popularisierung konservativer Gedanken in einer liberalen Epoche amerikanischer Politik. In einem Land, das vom Roosevelt'schen New Deal geprägt war, galt die Präsidentschaftskampagne des Jahres 1964, in der Senator Barry Goldwater kandidierte, als Anfang der Mitsprache von Konservativen in Amerika. Als Ronald Reagan im Jahr 1980 Präsident wurde, galt der Sieg als Errungenschaft eben der Bewegung, die mit Goldwater (und Buckley) begonnen hat. Buckley war ein profilierter intellektueller Repräsentant konservativer Ideologie.
Große Publizität erreichte Buckleys Fehde mit dem linksgerichteten Schriftsteller Gore Vidal, die zur Zeit der Demokratischen Nationalversammlung 1968 begann und das Wort „Krypto-Nazi“ im politischen Diskurs etablierte. Über die regelmäßig stattfindenden Debatten der zwei begabten Rhetoriker wurde ein Dokumentarfilm (Best of Enemies) gedreht.
Sein Slogan lautete in den 1960er und 1970er Jahren Don't let them immanentize the Eschaton! (Lasst sie nicht das Eschaton in die Welt tragen!). Es stammt vom konservativen Philosophen Eric Voegelin und bedeutet so viel wie: Die Letzten Dinge müssen bei Gott bleiben, kein Paradies auf Erden! Bei Voegelin ist es gegen Progressivismus, Utopismus und revolutionären Aktivismus gerichtet.
Buckleys Gedanken kamen aus der Schule von Max Eastman, Milton Friedman und Russell Kirk. Dabei war die betonte Kritik am Kommunismus ein ideologisches Grundprinzip, nach dem Vorbild des Autors Whittaker Chambers. Buckley war überzeugter Katholik und diente als Brückengestalt zwischen dem Katholizismus und evangelikalen Gruppierungen; diese Allianz nahm stetig zu, obwohl es vor dem Zweiten Weltkrieg keinerlei Dialog gab.

## Auszeichnungen
- 1980: National Book Award (Kategorie Mystery Paperback) für Stained Glass[6]

## Werke

### Sachbücher
- The Reagan I Knew. 2008.
- Flying High: Remembering Barry Goldwater. 2008.
- Cancel Your Own Goddam Subscription. 2007.
- Miles Gone By: A Literary Autobiography. 2004.
- The Fall of the Berlin Wall. 2004.
- Getting It Right. 2003.
- Nuremberg: The Reckoning. 2002.
- Elvis in the Morning. 2001.
- Let Us Talk of Many Things: The Collected Speeches. 2001.
- Spytime: The Undoing of James Jesus Angleton. 2001.
- The Redhunter: A Novel Based on the Life of Senator Joe McCarthy. 1999.
- Buckley: The Right Word. 1998.
- The Lexicon: A Cornucopia of Wonderful Words for the Inquisitive Word Lover. 1998.
- Nearer My God: An Autobiography of Faith. 1997.
- Brothers No More. 1995.
- Happy Days Were Here Again: Reflections of a Libertarian Journalist. 1993.
- In Search of Anti-Semitism. 1992.
- WindFall: The End of the Affair. 1992.
- Gratitude: Reflections on What We Owe to Our Country. 1990.
- On the Firing Line: The Public Life of Our Public Figures. 1989.
- Big Game Hunting in Central Africa. 1988.
- Racing through Paradise: A Pacific Passage. 1987.
- Right Reason: A Collection. 1985.
- Airborne: A Sentimental Journey. 1984.
- Overdrive: A Personal Documentary. 1983.
- Atlantic High: A Celebration. 1982.
- Who's On First. 1980.
- Hymnal: The Controversial Arts. 1978.
- Unmaking of a Mayor. 1977.
- Execution Eve and Other Contemporary Ballads. 1975.
- United Nations Journal: A Delegate's Odyssey. 1974.
- Four Reforms: A Guide for the Seventies. 1973.
- Cruising Speed: A Documentary. 1971.
- Dialogues in Americanism. 1964.
- Up From Liberalism. 1959.
- God and Man at Yale: The Superstitions of Academic Freedom. 1951. (Aufruf an alle Geldgeber, der Yale-Universität die Mittel zu streichen, bis alle Linken weg sind)

### Blackford-Oakes-Buchreihe
- Last Call for Blackford Oakes. 2005.
- The Blackford Oakes Reader. 1999.
- A Very Private Plot. 1993.
- Tucker's Last Stand. 1990.
- See You Later, Alligator. 1988.
- Mongoose R.I.P. 1987.
- High Jinks. 1986.
- Story of Henri Tod. 1984.
- Marco Polo, If You Can. 1982.
- Who's On First. 1980.
- Stained Glass. 1978.
- Saving the Queen. 1976.